# شینه (برق)

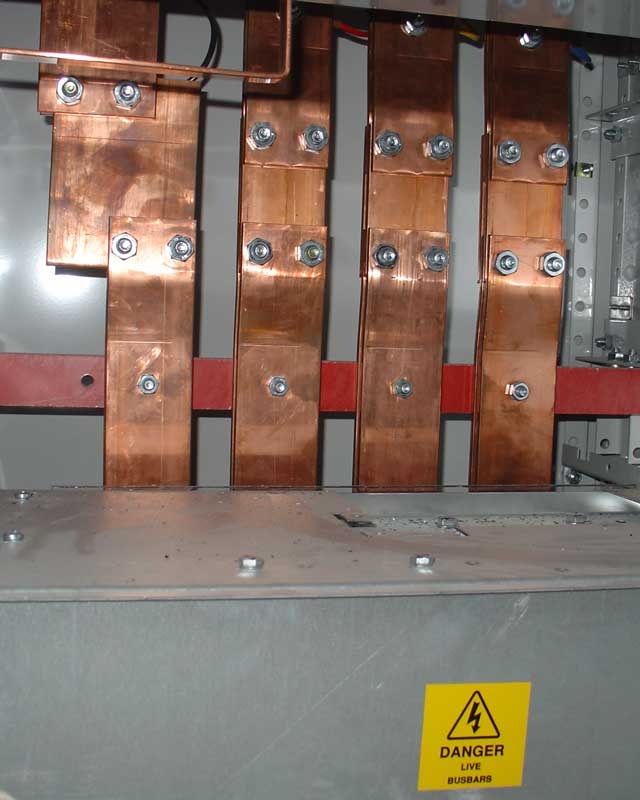
شینه‌های ۱۵۰۰ آمپری در جعبه توزیع برق یک ساختمان بزرگ.

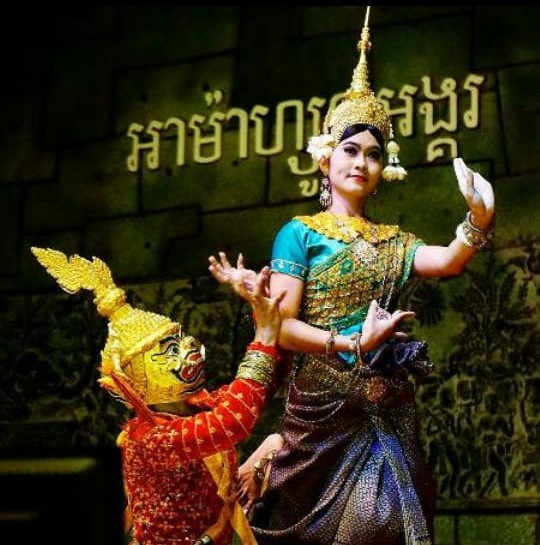
تصویر شینه چندتایی در یک پست برق

تمام ژنراتور‌ها، ترانسفورماتور‌ها، سیم‌ها و کابل‌های یک نیروگاه یا تبدیل گاه که ولتاژ برابری دارند با یک شمش یا یک رسانا به نام شینه یا باس‌بار (Busbar) در هر فاز بهم متصل می‌شوند.
در شینه تمام انرژی ژنراتورها، ترانسفورماتورها یا هر دو بهم می‌پیوندند و از آنجا به‌طور مستقیم با همان ولتاژ یا به کمک ترانسفورماتور افزاینده یا کاهنده با ولتاژ دیگر به مصرف‌کننده‌ها یا شینه‌های دیگر هدایت می‌گردند. ازاین‌رو می‌توان گفت که شینه وسیله جمع و پخش انرژی در آن واحد است.تمام وسایل ساختمان بایستی به شینه متصل شوند. شینه‌ها را می‌توان به دو دسته کلی تقسیم کرد:
1. شینه ساده
2. شینه چندتایی شینه + شینه = دوشینه (شین شین)

## انواع شین‌ها از نظر ظاهری

### سیم هوایی
جنس این نوع شین معمولاً از جنس آلومینیوم مقاوم شده با فولاد است (ACSR) که از انعطاف خوبی برخوردار است.

### لوله‌ای
این نوع شین برای جریان‌های نامی بیشتر از ۳۰۰۰ آمپر اقتصادی تر است.

### شمش با مقطع مستطیلی
این نوع شین عموماً از جنس مس است و بیشتر در تأسیسات داخلی بکار می‌رود زیرا انشعاب گرفتن از شمش تخت نسبت به لوله‌ای آسانتر است.

### شینه لک یا شینه هدایت جریان
این نوع شینه در ژنراتورهای بزرگ کاربرد دارد، بطوری که برای اتصال سرفازها از این نوع شینه استفاده می شود. این شینه ها با اشکال هندسی خاص خود و با توجه به مسیر هدایت جریان خم یا اتصال داده می شوند.

## محاسبات باسبار
باسبارها یا همان شمش یا شینه از جنس آلومینیوم و مس برای هدایت جریان الکتریکی ساخته می‌شود. در صنعت برای استفاده از شمش‌های مسی سختی آن را می‌سنجند. اگر در مکانی احتمال نیروی مکانیکی بر روی شمش باشد از باسبار با اندیس F بالا استفاده می‌کنند. جریان اتصال کوتاه خیلی زیاد، احتمال افتادن شی سنگین روی باسبارها مخصوصاً در فضای باز یا همان باسبار outdoor زیاد بودن زمان اتصال کوتاه و موارد دیگر می‌تواند نیروی مکانیکی بر روی شمش ایجاد کند. F بالا باعث عدم از بین رفتن باسبار می‌شود. اما هنگامی که نیروی مکانیکی زیادی بر روی باسبار به وجود نمی‌آید می‌توان از اندیس F پایین‌تر استفاده کرد. به این صورت که هر چه F بیشتر باشد باسبار دارای استحکام مکانیکی بالاتر و هدایت الکتریکی کمتر، و هر چه F کمتر باشد هدایت الکتریکی بیشتر و استحکام مکانیکی کم می‌شود. بازه مقدار F از ۲۵ الی ۳۷ می‌باشد؛ که حد وسط ۳۰ در نظر گرفته می‌شود و بالاتر از ۳۰ دارای استحکام مکانیکی بیشتر می‌باشد.